# Carretera de Nebraska 14
La Carretera de Nebraska 14 (en inglés: Nebraska Highway 14) y abreviada NE 14, con una longitud de 203,48 millas (327,5 km), es una carretera estatal de sentido sur-norte ubicada en el estado estadounidense de Nebraska. La Carretera de Nebraska 14 cuenta con una terminal en el sur de la frontera en Kansas al suroeste en Superior y un terminal norte al este de Niobrara en la frontera en Dakota del Sur.

## Cruces
Los principales cruces de la Carretera de Nebraska 14 son las siguientes:
| Condado  | Ubicación    | Millas | Cruces                                                              | Notas |
| -------- | ------------ | ------ | ------------------------------------------------------------------- | --- |
| Nuckolls | Superior     | 0.00   | KS 14 sur                                                           | Terminal sur en la frontera en Kansas                                                                     |
| Nuckolls | Superior     | 2.36   | NE 8 Este (Este 3rd Street)                                         | |
| Nuckolls |              | 7.26   | US 136 Oeste                                                        | Extremo sur de US 136                                                                                     |
| Nuckolls |              | 11.27  | US 136 Este                                                         | Extremo norte de US 136                                                                                   |
| Nuckolls |              | 21.32  | NE 4 Oeste                                                          | Extremo sur de NE 4                                                                                       |
| Nuckolls |              | 22.33  | NE 4 Este                                                           | Extremo norte de NE 4                                                                                     |
| Clay     | Deweese      | 26.68  | S 18C Oeste (Road 302)                                              | |
| Clay     | Edgar        | 27.18  | S 18B Este                                                          | |
| Clay     | Fairfield    | 30.69  | NE 74 Este (Road 306)                                               | Extremo sur de NE 74                                                                                      |
| Clay     | Fairfield    | 31.69  | NE 74 Oeste (Road 307)                                              | Extremo norte de NE 74                                                                                    |
| Clay     | Clay Center  | 37.69  | NE 41 este (Este Johnson Street) S 18D Oeste (Oeste Johnson Street) | |
| Clay     |              | 41.68  | US 6 Oeste                                                          | Extremo sur de US 6                                                                                       |
| Clay     |              | 44.65  | US 6 Este                                                           | Extremo norte de US 6                                                                                     |
| Hamilton | Aurora       | 61.15  | I 80                                                                | I-80 salida 332                                                                                           |
| Hamilton | Aurora       | 64.64  | US 34 (Q Street)                                                    | |
| Hamilton | Marquette    | 73.68  | S 41C Oeste (Oeste 22 Road)                                         | |
| Hamilton |              | 78.65  | NE 66 este (Este 27 Road)                                           | |
| Merrick  | Central City | 81.46  | US 30 (G Street/16th Street)                                        | |
| Merrick  |              | 86.64  | NE 92 Oeste                                                         | Extremo sur de NE 92                                                                                      |
| Merrick  |              | 87.65  | NE 92 Este                                                          | Extremo norte de NE 92                                                                                    |
| Nance    | Fullerton    | 99.69  | NE 22 Oeste (3rd Street)                                            | Extremo sur de NE 22                                                                                      |
| Nance    | Fullerton    | 101.33 | NE 22 Este                                                          | Extremo norte de NE 22                                                                                    |
| Nance    |              | 107.00 | NE 52 Norte                                                         | |
| Boone    |              | 113.98 | NE 56                                                               | |
| Boone    | Albion       | 121.47 | L 6A Este                                                           | |
| Boone    | Albion       | 121.57 | NE 39 Sur                                                           | |
| Boone    | Albion       | 122.67 | NE 91 Este                                                          | Extremo sur de NE 91                                                                                      |
| Boone    | Albion       | 123.03 | NE 91 Oeste (Oeste State Street)                                    | Extremo norte de NE 91                                                                                    |
| Boone    | Petersburg   | 135.64 | NE 32 Este (Leona Avenue)                                           | |
| Antelope | Elgin        | 145.11 | NE 70 Oeste (Norte Street)                                          | |
| Antelope | Neligh       | 156.22 | US 275 (Oeste 11th Street)                                          | |
| Antelope |              | 170.96 | US 20                                                               | |
| Knox     |              | 179.25 | NE 59 Este                                                          | |
| Knox     | Verdigre     | 188.03 | NE 84 Este S 54A Oeste                                              | |
| Knox     | Niobrara     | 199.51 | NE 12 Oeste (Este Main Street)                                      | Extremo sur de NE 12                                                                                      |
| Knox     | Niobrara     | 202.37 | NE 12 Este                                                          | Extremo norte de NE 12                                                                                    |
| Knox     |              | 203.48 | SD 37 norte                                                         | Dakota del Sur, fronteriza a Chief Standing Bear Memorial Bridge sobre el río Misuri en la terminal norte |